# Статуя Айка в Ереване
Статуя Айка Наапета находится в Ереване, во втором микрорайоне административного района Нор-Норк, по соседству с проспектом Гая.
Статуя выполнена из закаленной меди, высота — 3,5 метра.

## Авторы проекта
- Скульптор — Карлен Нуриджанян
- Гравер — Гаспар Гаспарян

## История
Статуя прародителя армянского народа Айка Наапета изначально была установлена рядом с кинотеатром «Москва» (1970), после в 1975 году была перемещена в настоящее место — во второй массив Нор-Норка, по соседству с проспектом Гая.

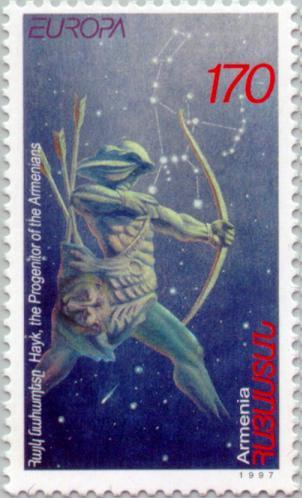
Почтовая марка с изображением статуи Айка.1997 г.

Изображение статуи использовалось как изображение почтовой марки номинальной стоимостью 170 драм (1997 г).

## Фотогалерея

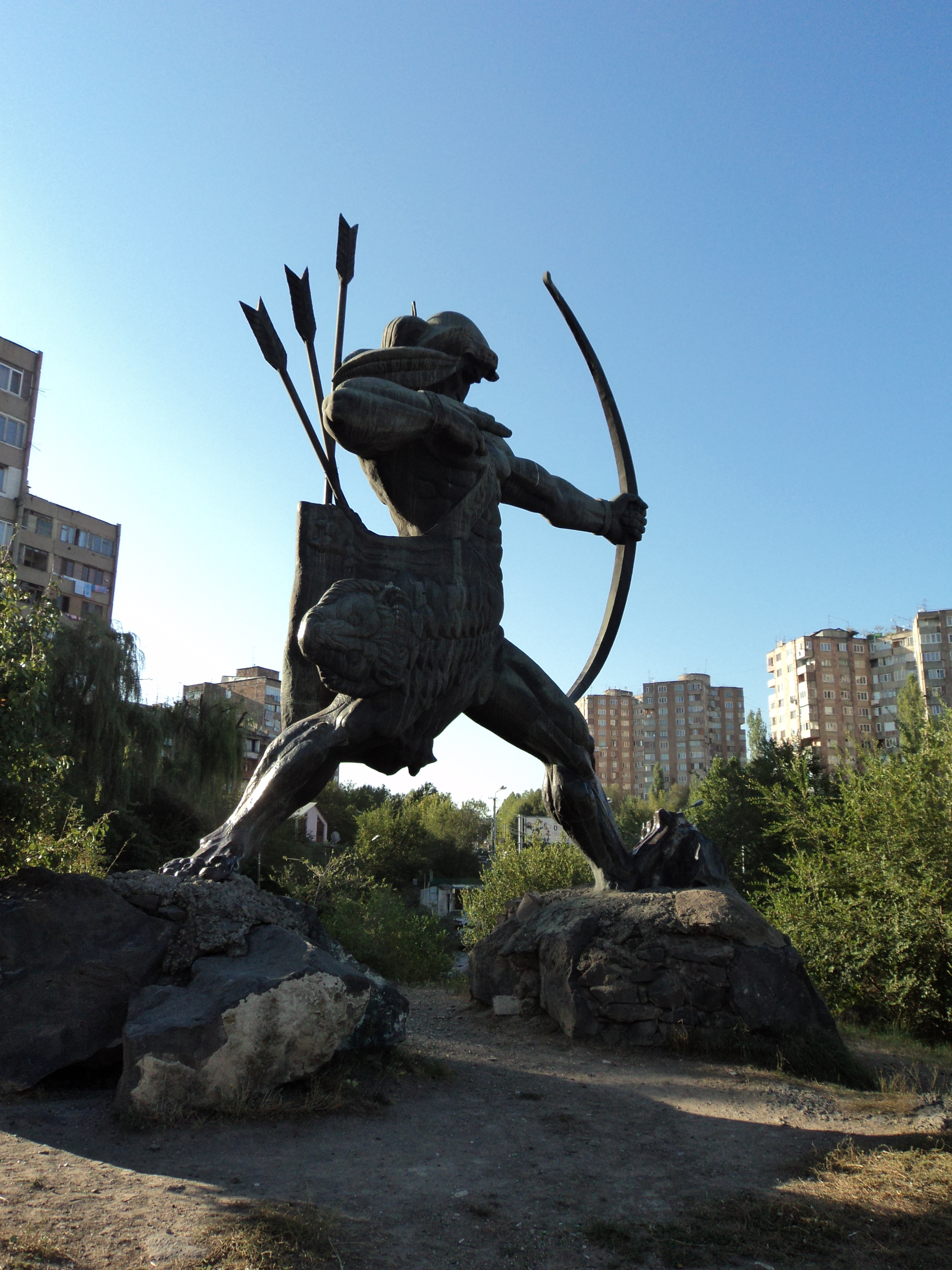
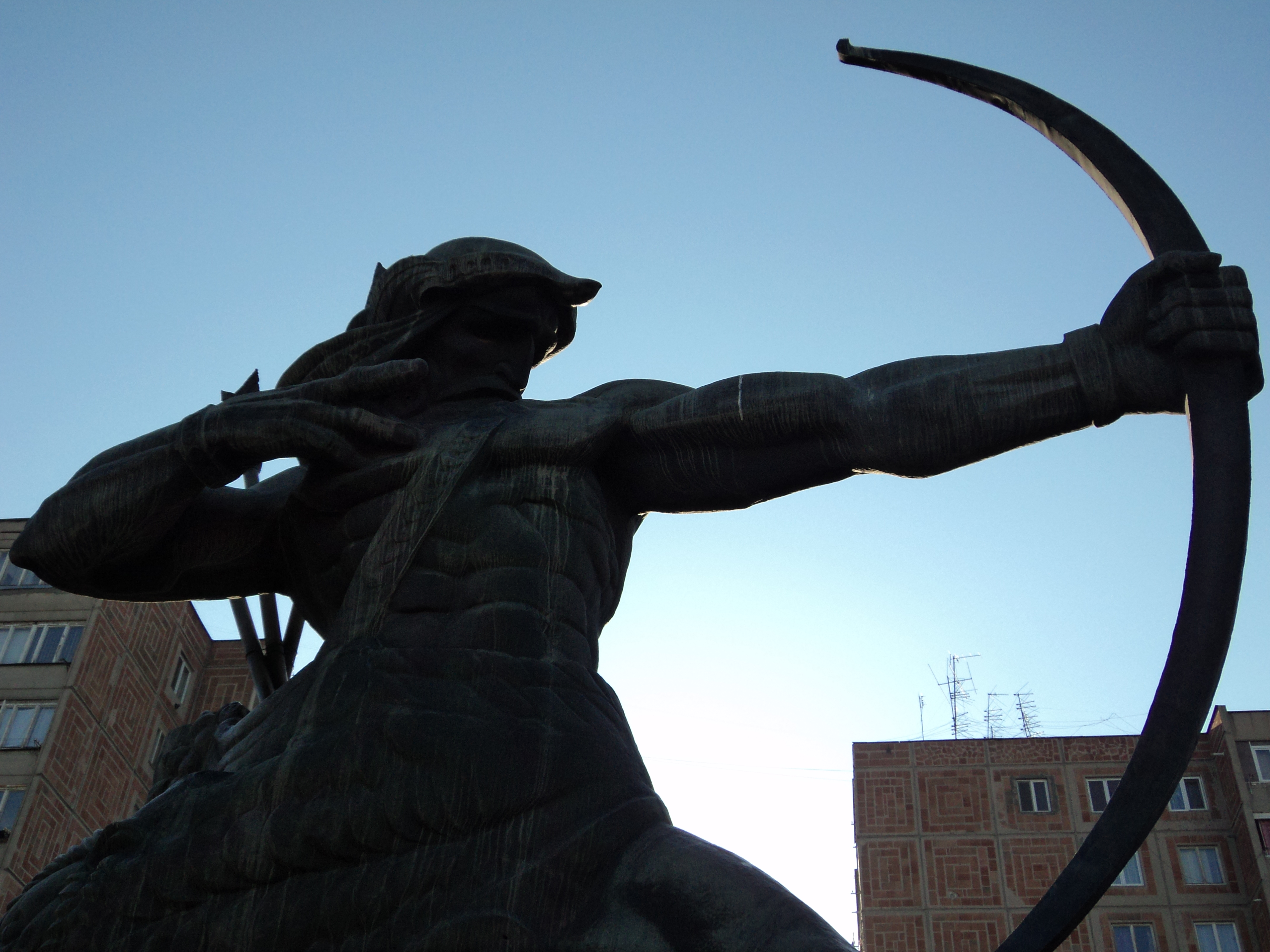
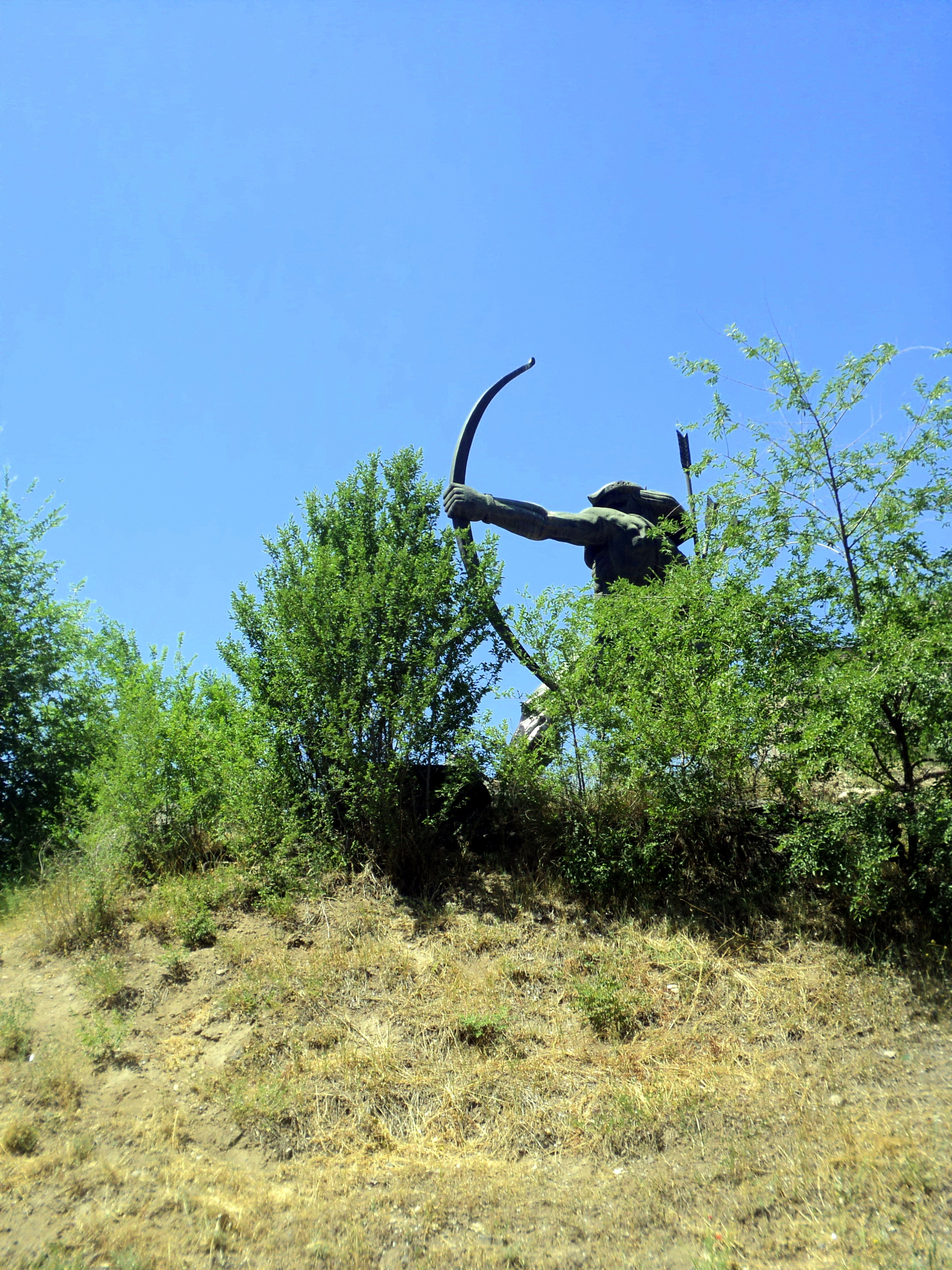
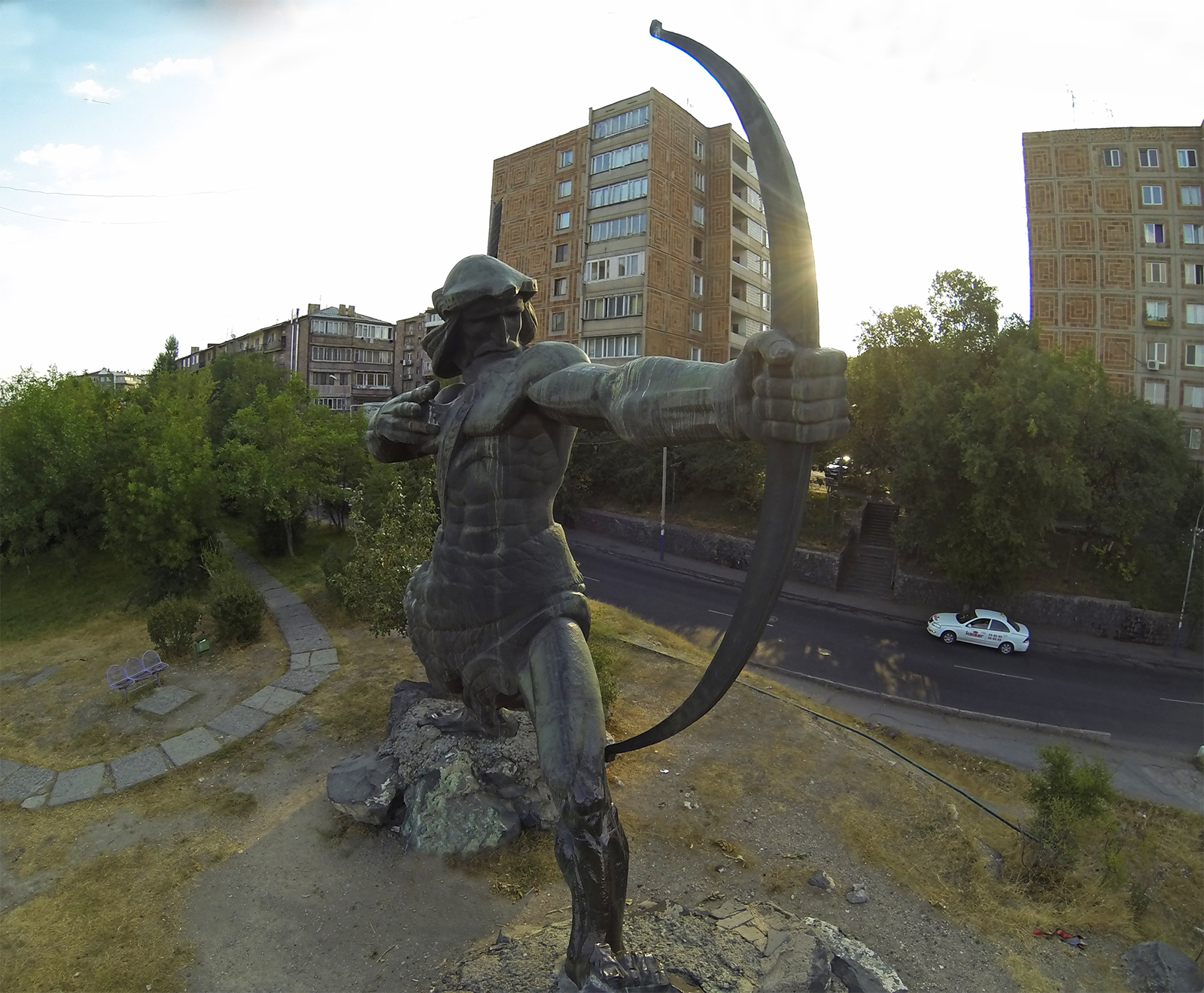
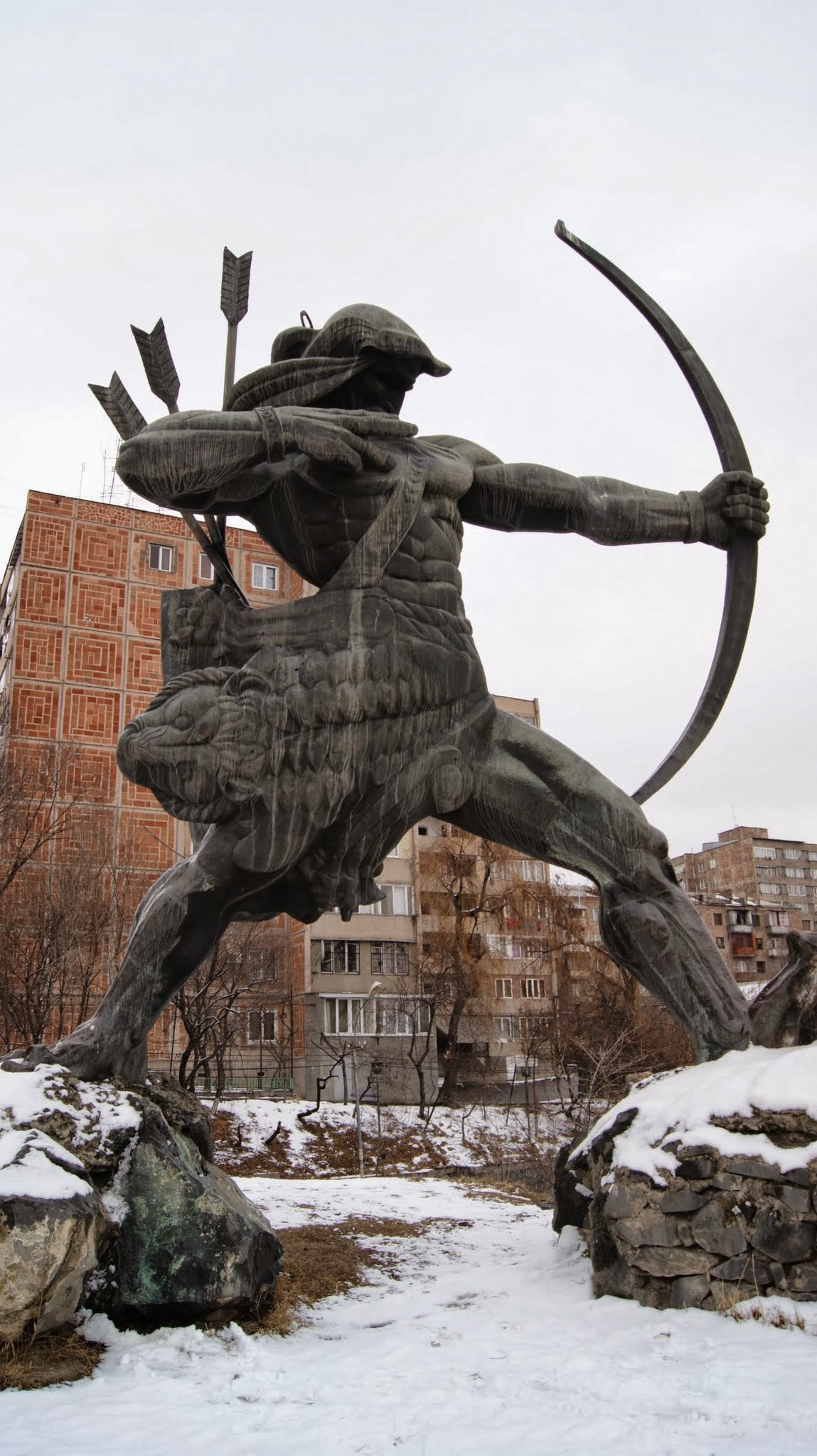